# افکنش استریونگاری

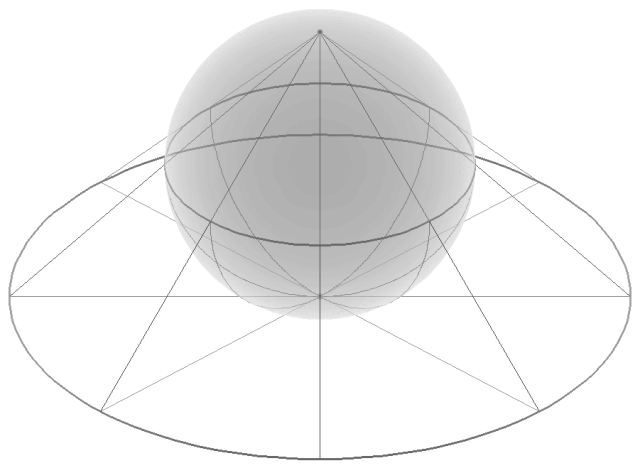
تصویرکردن کره بر روی سطح مسطح

اَفکَنِش اِستریونگاری (به انگلیسی: Stereographic projection) یا نگاشت گُنج‌نگاری (گُنج اسم مصدر از ریشه گُنجاندن یا جای‌دادن چیزی در چیزی است) یا نگاشت منظری در ریاضیات، یک افکنش استریونگاری، یک نمایش سه‌نما از کره، از طریق یک نقطه خاص روی کره (قطب یا مرکز افکنش)، بر روی صفحه (صفحه افکنش) عمود بر قطر از طریق این نقطه است. این یک تابع هموار و دوسویی از کل کره به جز مرکز افکنش به کل صفحه است. دایره‌های روی کره را به دایره‌ها یا خطوط روی صفحه می‌نگارد و همدیس است، به این معنی که زوایایی که در آن منحنی‌ها به هم می‌رسند را حفظ می‌کند و بنابراین به صورت محلی تقریباً اشکال را حفظ می‌کند. نه هم‌اندازه (حافظ فاصله) است و نه هم‌مساحت (حافظ مساحت). بنابراین اَفکنش استریونگاری راهی برای تصویرکردن کره روی صفحه با چند مُصالحه اجتناب‌ناپذیر است. از این مفهوم در تحلیل‌های پیچیده، نقشه‌برداری، زمین‌شناسی و عکاسی استفاده می‌شود. در عمل از رایانه یا ورق‌های نمودار مخصوص برای انجام این افکنش استفاده می‌شود.

## تعریف
این قسمت به تصویر کردن کره واحد از قطب شمال بر روی صفحه‌ای که از استوا می‌گذرد می‌پردازد.
فرض کنید (N = (۰، ۰، ۱ قطب شمال و M بقیه کره باشد. صفحه ۰=Z هم صفحه‌ای است که از مرکز کره می‌گذرد و خط استوا فصل مشترک آن با کره‌است.
برای هر نقطه P روی M، یک خط منحصربه‌فرد وجود دارد که از N و P می‌گذرد. این خط، صفحه ۰=z را در 'P قطع می‌کند. نقطه 'P اَفکنش استریونگاری P روی صفحه تعریف می‌شود.

## خصوصیات
با این افکنش، قطب جنوب به نقطه (۰٬۰)، استوا به دایره واحد، نیم کره جنوبی در داخل این دایره و نیم کره شمالی در خارج آن تصویر می‌شوند و افکنش در نقطه N تعریف نشده‌است. این افکنش زوایای بین خطوط را حفظ می‌کند اما فواصل و مساحت‌ها تغییر می‌کنند.
دایره‌هایی روی کره که از نقطه مرجع نمی‌گذرند، به صورت دایره روی صفحه تصویر می‌شوند. دایره‌هایی که از این نقطه می‌گذرند به صورت خطوط راست در می‌آیند.

## کاربرد در نقشه‌برداری
مشکل اصلی نقشه‌برداری این است که هیچ نقشه‌ای از کره بر روی صفحه نمی‌تواند هم زوایا (درنتیجه شکل‌ها) و هم مساحت‌ها را حفظ کند. نقشه‌هایی که مساحت را حفظ می‌کنند بیشتر در کاربردهای آماری استفاده می‌شوند درحالی که نقشه‌هایی که زاویه را حفظ می‌کنند برای ناوبری برگزیده‌تر هستند. افکنش استریوگرافیک در گروه دوم قرار می‌گیرد.

## نگارخانه

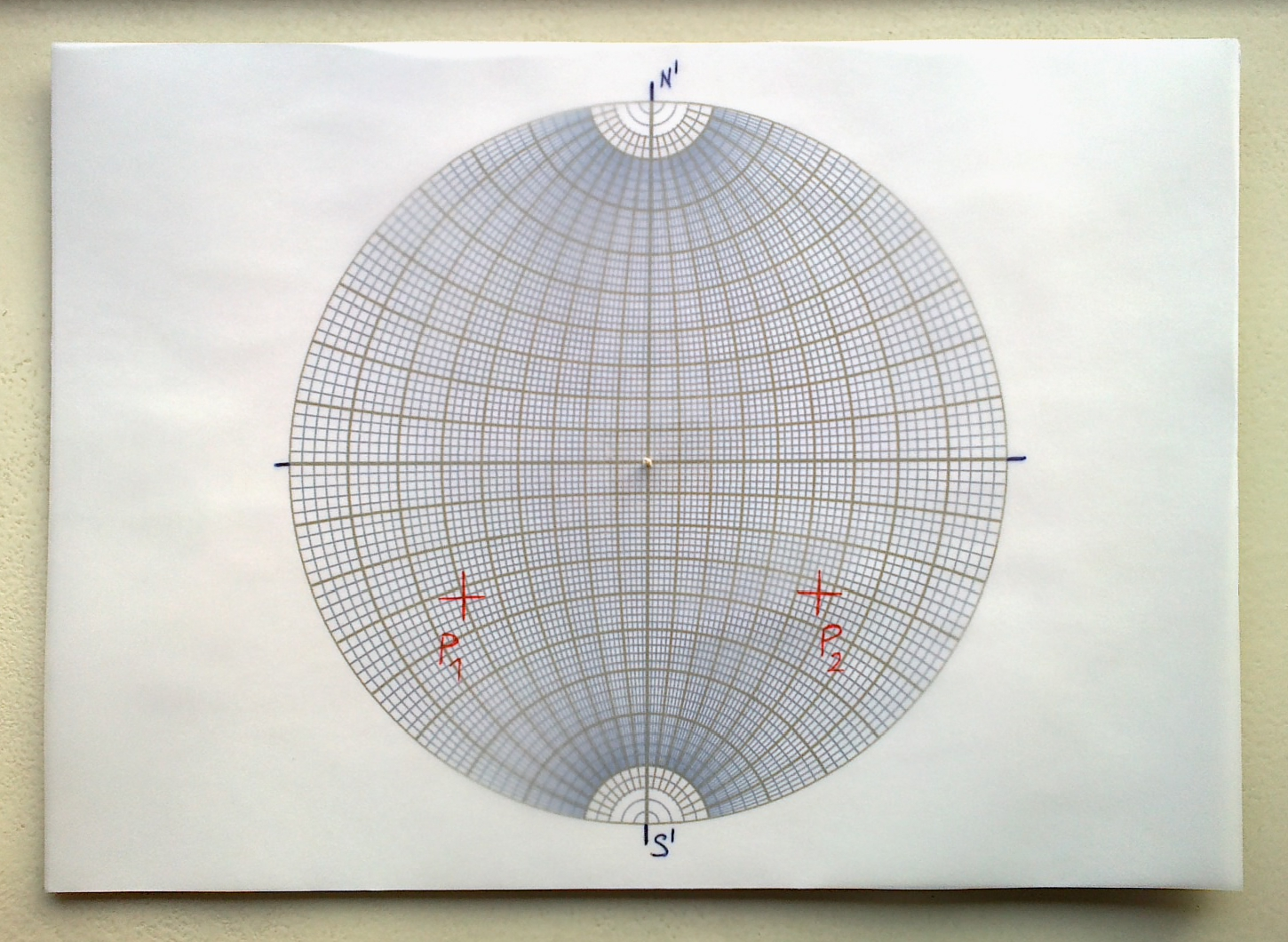
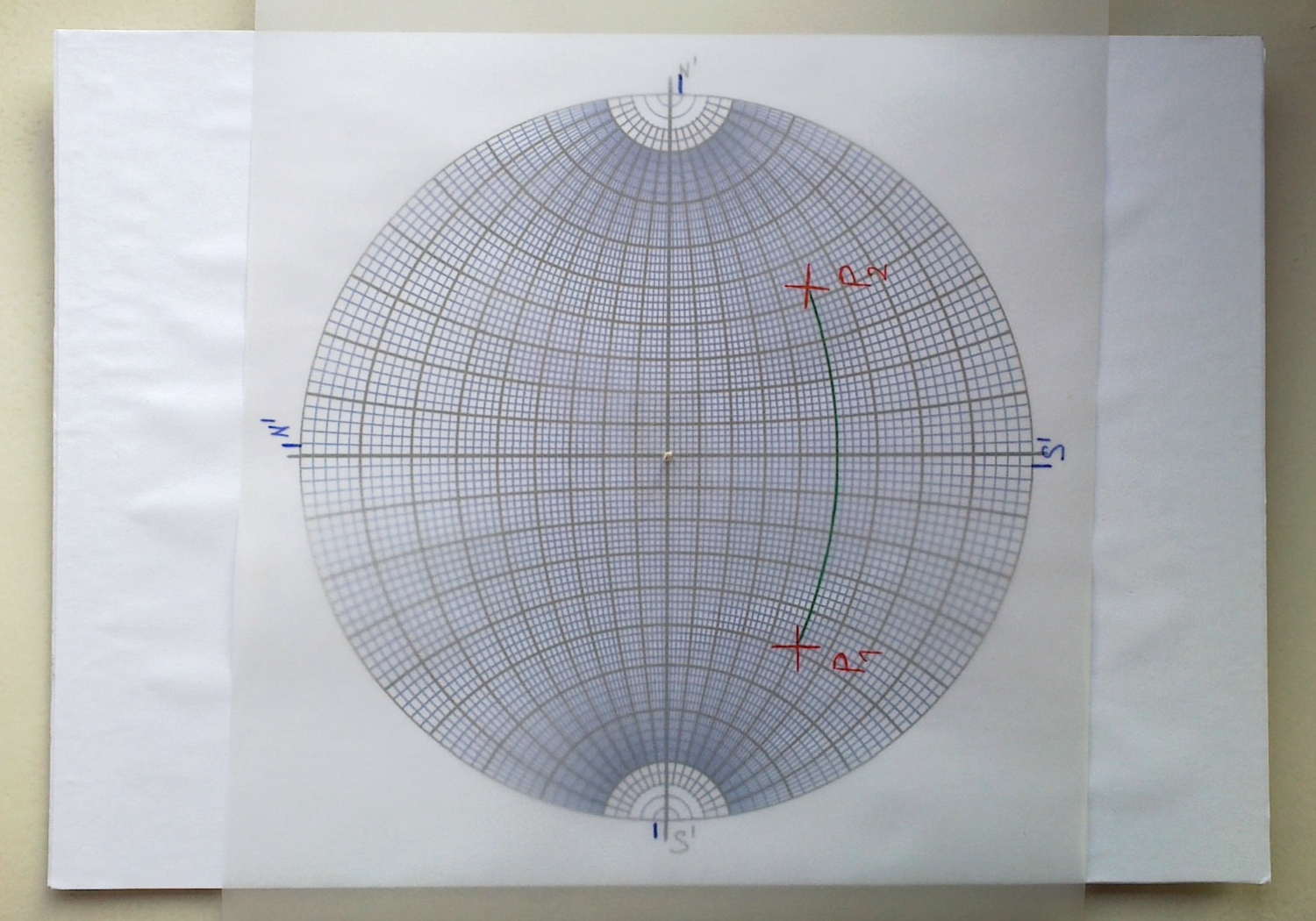